# 谢尔盖·科贝拉什
谢尔盖·伊万诺维奇·科贝拉什（俄语：Сергей Иванович Кобылаш；1965年4月1日—）是一名俄罗斯联邦武装部队空军中将，兼俄罗斯空天军副总司令，曾任俄远程航空兵总司令。

## 履历[2]
1965年4月1日出生于乌克兰敖德萨。1987年毕业于耶伊斯克·科马罗夫高等军事航空学校，后历任飞行员、高级飞行员、飞行指挥官、副中队长、中队长、副团长、团长、第1基地指挥官等职。
1994年毕业于加加林空军学院。
2008年8月，他作为驻扎布登诺夫斯克的第368攻击航空团团长参加了俄格战争期间的茨欣瓦利战役。
2008年10月14日，根据俄罗斯总统令，他因参加北高加索反恐行动而被授予俄罗斯英雄称号。
2012年，科贝拉什以空军上校身份毕业于俄罗斯联邦武装力量总参谋部军事学院。
2013年11月13日，根据俄罗斯联邦总统令，他被任命为空军航空兵局长。
2017年2月22日， 俄罗斯联邦总统颁布法令，授予他“中将”军衔。
2019年7月至2023年3月期间，科贝拉什一直担任俄罗斯空天军远程航空兵部队司令。
2018年12月，谢尔盖·科贝拉什中将参加了两架Tu-160飞机从俄罗斯奥莱尼亚机场飞往委内瑞拉共和国迈克蒂亚机场的跨大西洋直飞。此次飞行飞越大西洋、挪威海和加勒比海，海拔高度为10,000-11,000米。飞行时间13小时15分钟，航线长度10459公里。
2024年7月24日，俄罗斯国防部在其网站上宣布，谢尔盖·科贝拉什中将被任命为俄罗斯空天军（VKS）副总司令。

## 飞行资格
科贝拉什总飞行时间超过1600小时。可以驾驶以下型号的飞机：L-29、Su-7、Su-17及其改型、Su-25、Su-30SM、Su-34、An-26。

## 个人荣誉
- 祖国功绩勋章
- 四级勋章
- 勇气勋章2次
- 军事功绩勋章

## 刑事訴訟及通緝

### 乌克兰
2023年初，俄罗斯入侵乌克兰期间，乌克兰国家安全局对科贝拉什提起刑事诉讼，指控他发动侵略战争并侵犯乌克兰领土完整。

### 国际法院
2024年3月位于荷兰海牙的国际刑事法院3月5日在官网发表声明，宣布对俄空天军远程航空兵司令谢尔盖·科贝拉什和俄黑海舰队司令维克托·索科洛夫发出逮捕令。